# Alphonse Trémeau de Rochebrune

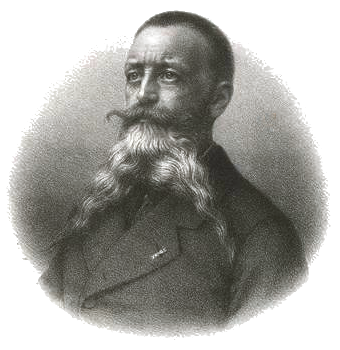
Alphonse Trémeau de Rochebrune (1964)

Alphonse Amédée Trémeau de Rochebrune (* 18. September 1833 in Saint-Savin (Vienne); † 23. April 1912 in Paris) war ein französischer Mediziner, Zoologe und Botaniker. Sein offizielles botanisches Autorenkürzel lautet „Rochebr.“
Sein Vater hatte ein Naturalienkabinett in Angoulême. De Rochebrune interessierte sich früh für die Natur, seine erste Veröffentlichung war auf botanischem Gebiet, über die Flora im Département Charente (mit Alexandre Sabatier 1861). Er war Militärarzt, der auch als Chirurg am Deutsch-Französischen Krieg 1870/71 teilnahm, wurde 1874 in Paris in Medizin promoviert und ging dann nach Saint Louis in den Senegal als Leiter des dortigen Krankenhauses. Ab 1878 war er am Pariser Muséum national d’histoire naturelle zunächst in der Abteilung Anthropologie und ab 1880 Hilfs-Naturalist und  Nachfolger von Victor Bertin (1849–1880) in der Abteilung Mollusken, Würmer und Zoophyten, geleitet von Edmond Perrier. 1911 ging er in den Ruhestand.
Er beschrieb viele in seiner Sicht neue Arten, die aber größtenteils später als Synonyme eingestuft wurden. Er veröffentlichte ein mehrbändiges Werk über die Fauna des Senegal und ist auch als Malakologe bekannt.
Er war korrespondierendes Mitglied der Linné-Gesellschaft in Bordeaux.

## Schriften
- Faune de la Sénégambie, mehrere Bände, ab 1883, Band 1, Archive